# Sally and Saint Anne
Sally and Saint Anne is een Amerikaanse filmkomedie uit 1952 onder regie van Rudolph Maté.

## Verhaal
Het Iers-Amerikaanse schoolmeisje Sally O'Moyne heeft haar broodtrommel vergeten. Ze bidt tot Sint-Anna en vindt meteen daarna haar boterhammen terug. Ze is ervan overtuigd dat ze een bijzondere band heeft met de heilige. Sally groeit op tot een knap meisje met een gezonde interesse voor mannen en een onwankelbaar geloof in Sint-Anna.

## Rolverdeling
| Acteur          | Personage          |
| --------------- | ------------------ |
| Ann Blyth       | Sally O'Moyne      |
| Edmund Gwenn    | Opa Pat Ryan       |
| John McIntire   | Wethouder McCarthy |
| Gregg Palmer    | Johnny Evans       |
| Hugh O'Brian    | Danny O'Moyne      |
| Jack Kelly      | Mike O'Moyne       |
| Frances Bavier  | Mamma O'Moyne      |
| Otto Hulett     | Pappa O'Moyne      |
| Kathleen Hughes | Lois Foran         |
| George Mathews  | Pastoor Kennedy    |
| Lamont Johnson  | Willie O'Moyne     |
| King Donovan    | Hymie Callahan     |